# Santa Maria de Miralles
Santa Maria de Miralles ist eine katalanische Gemeinde (Municipio) mit 137 Einwohnern (Stand: 2024) in der Provinz Barcelona im Nordosten Spaniens. Sie liegt in der Comarca Anoia. 

## Lage
Santa Maria de Miralles liegt etwa 58 Kilometer westnordwestlich von Barcelona in einer Höhe von ca. 630 m. 

## Bevölkerungsentwicklung
| Jahr      | 1970 | 1981 | 1991 | 2001 | 2011 | 2021 |
| Einwohner | 166  | 98   | 108  | 98   | 132  | 129  |

## Sehenswürdigkeiten

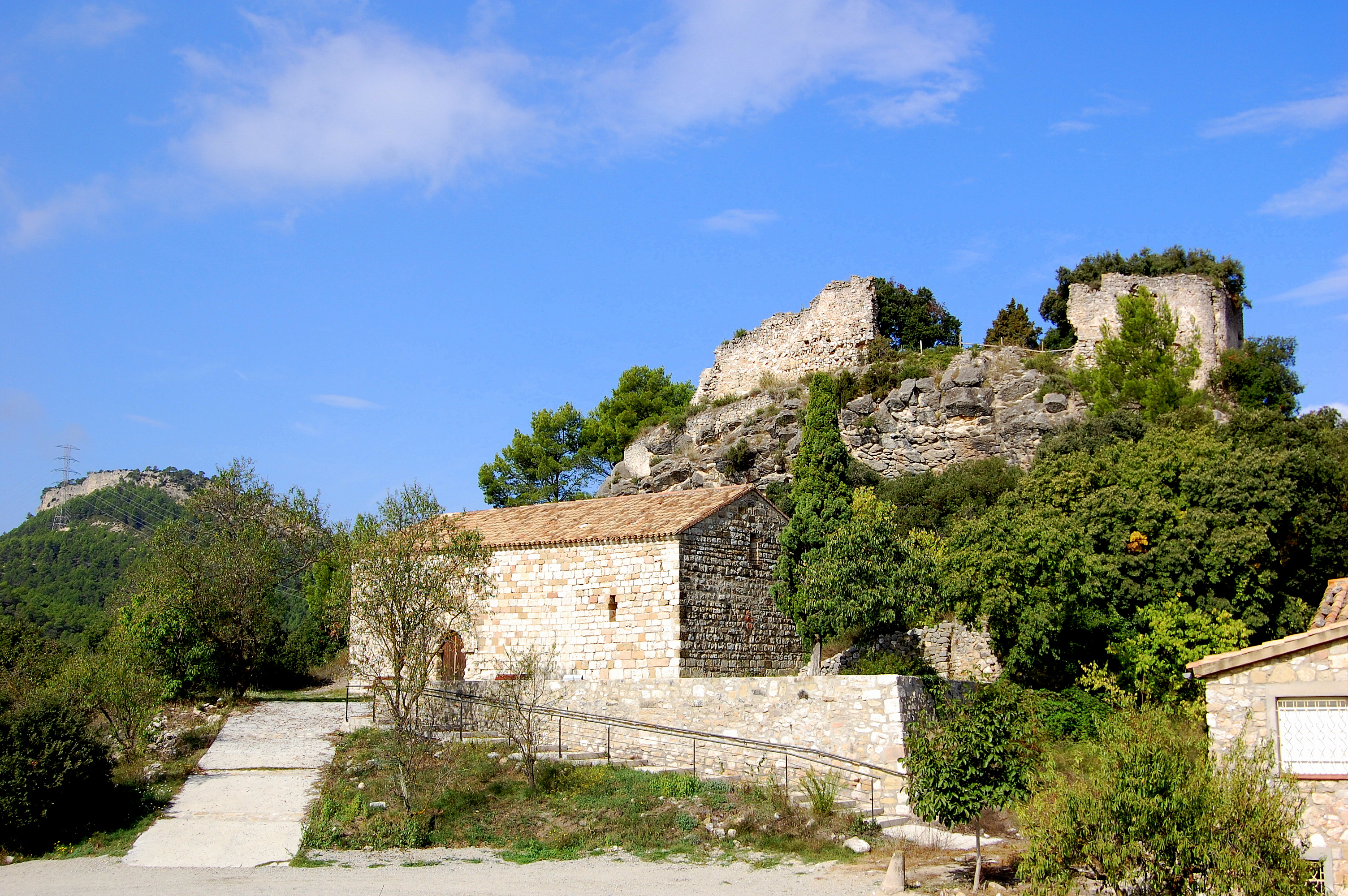
Burganlage
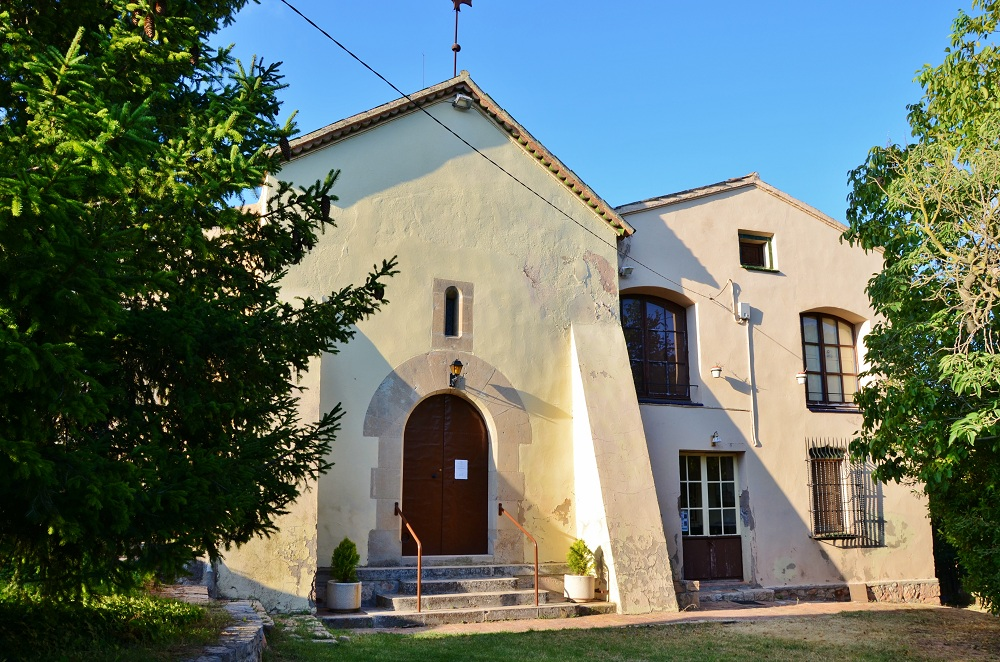
Romanuskirche
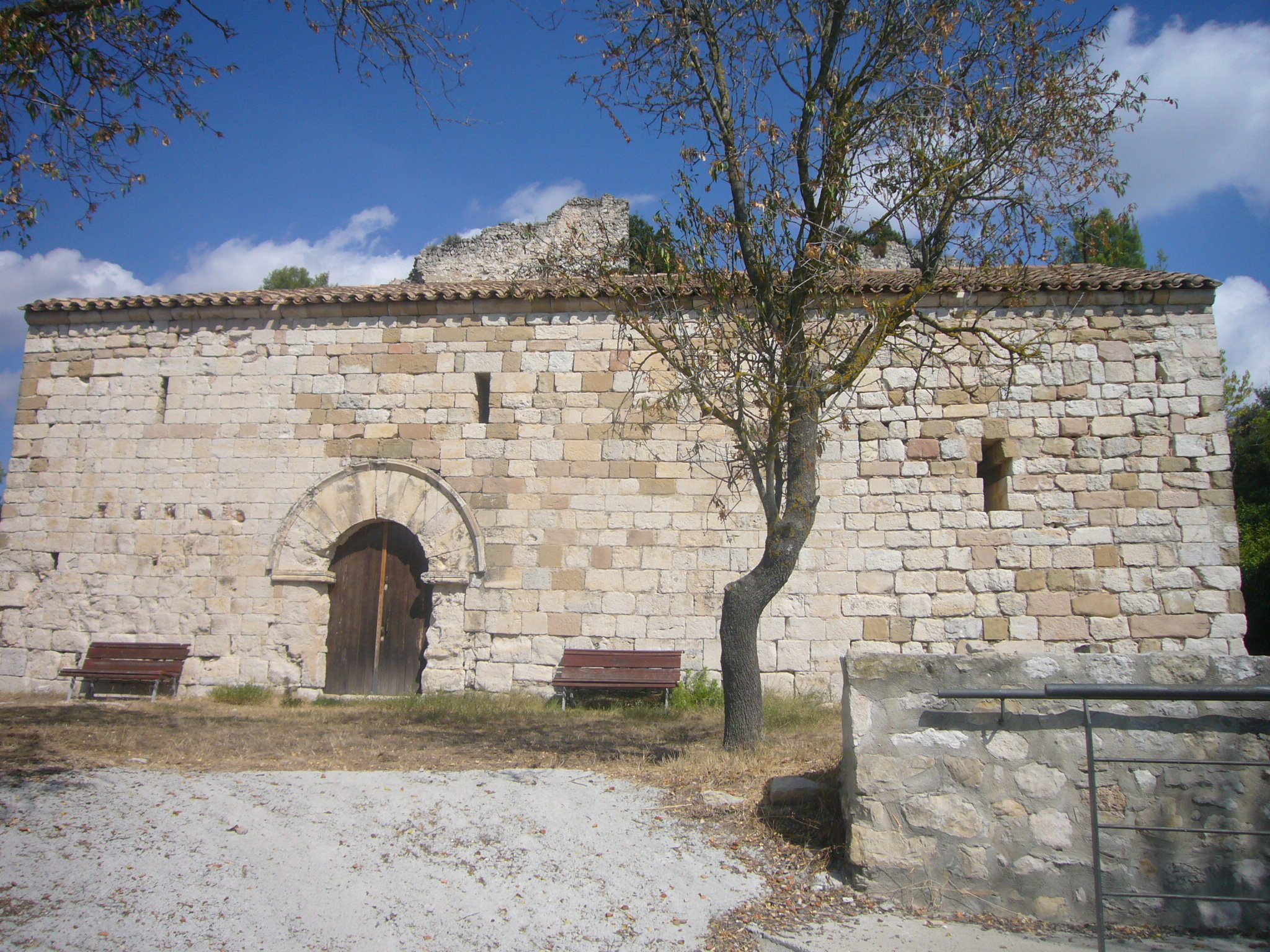
Marienkirche
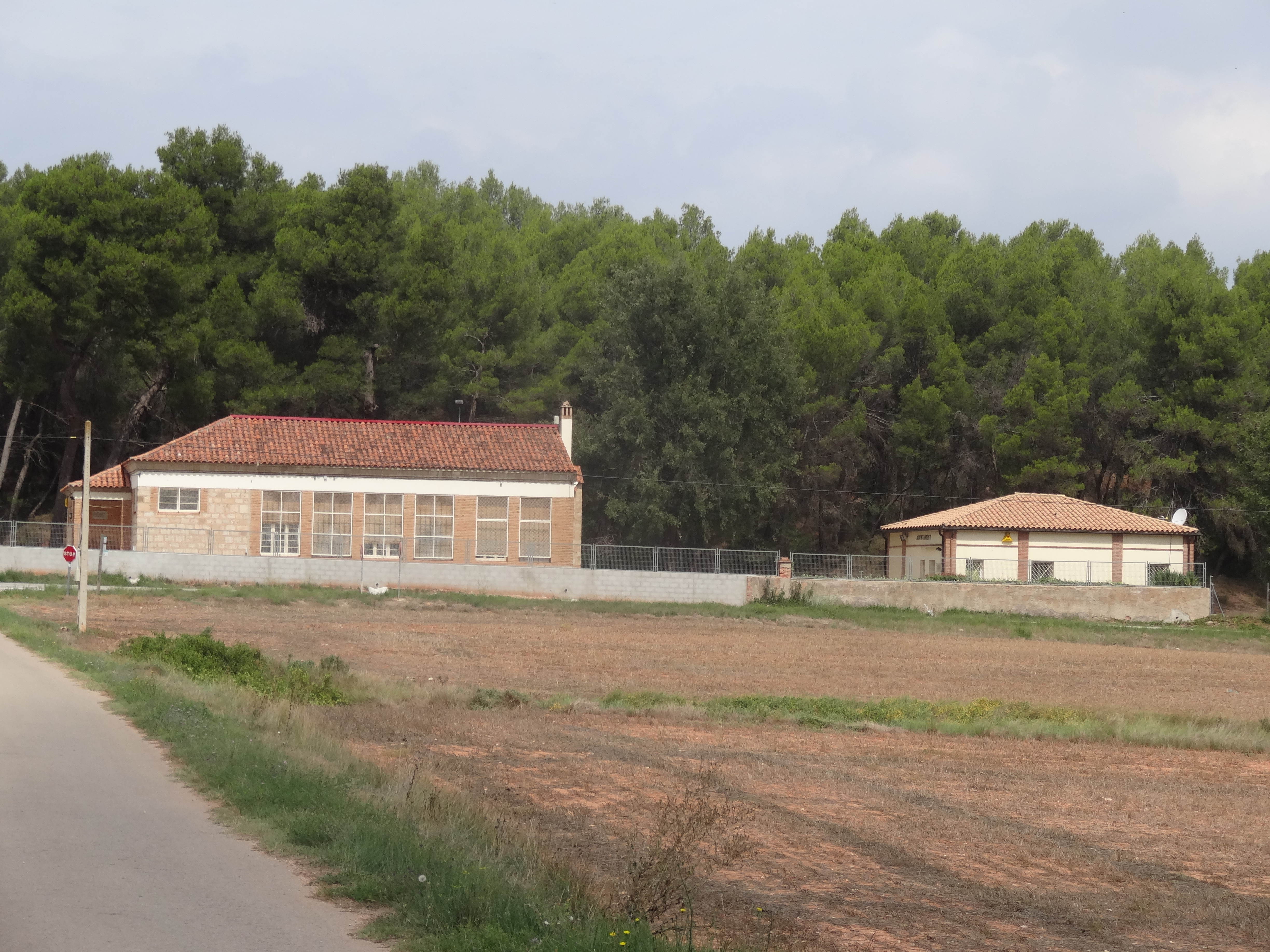
Rathaus

- Burganlage
- Romanuskirche
- Marienkirche
- Rathaus